# Pseudobulwa

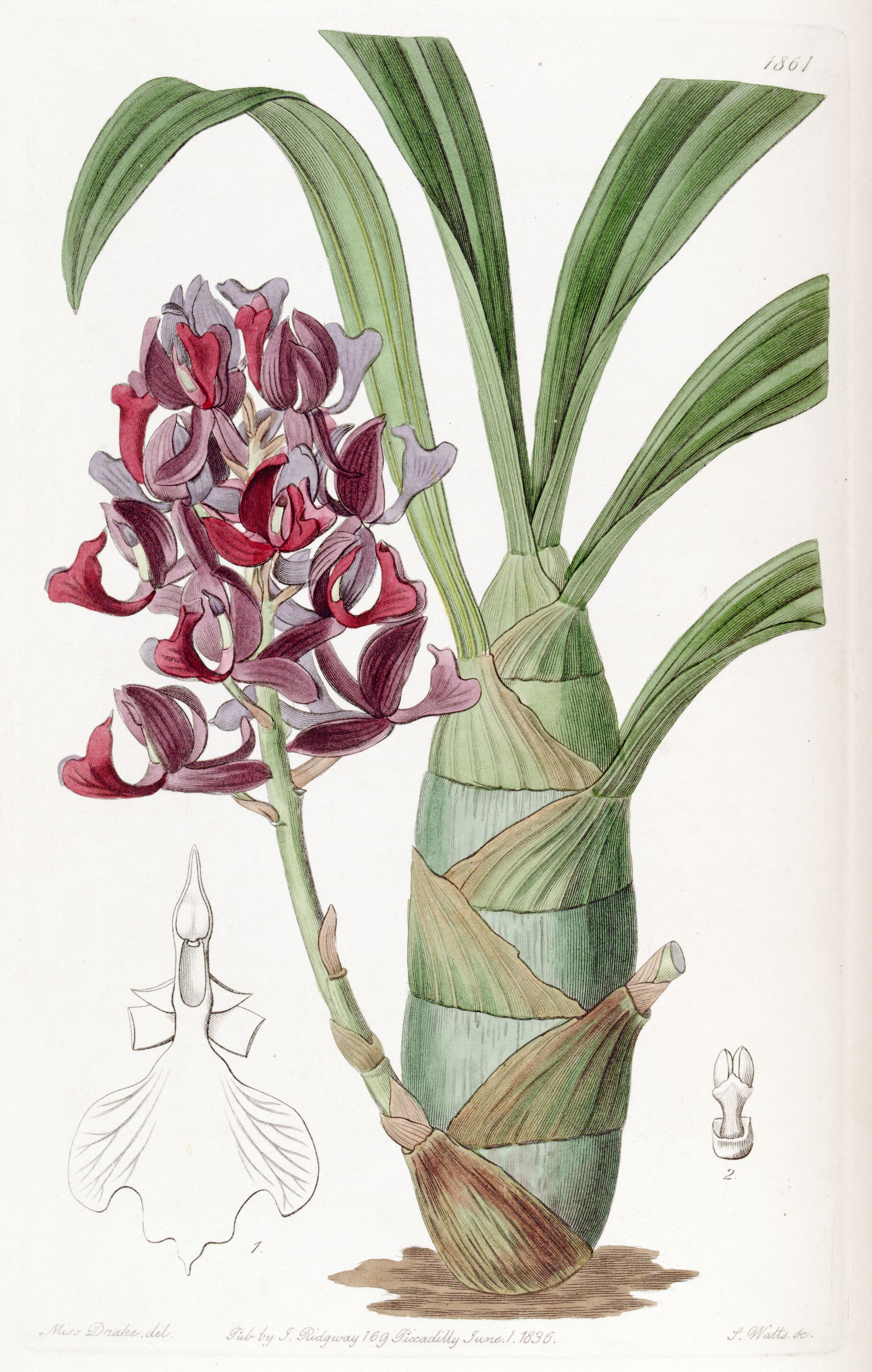
Pseudobulwa homoblastyczna u Mormodes atropurpurea

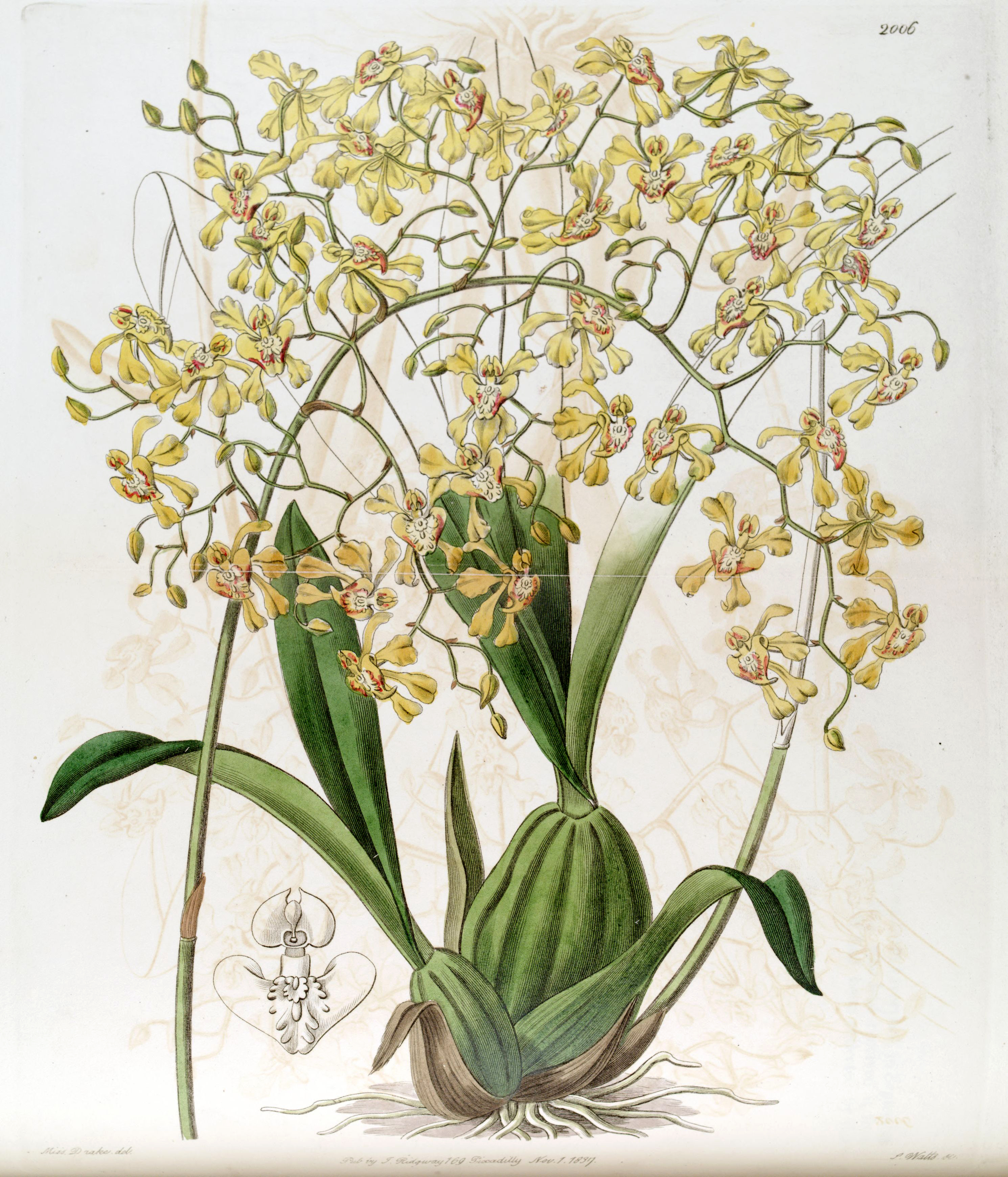
Pseudobulwa heteroblastyczna u Oncidium deltoideum

Pseudobulwa, nibybulwa – zgrubiały, nadziemny fragment łodygi obecny u wielu roślin storczykowatych (Orchidaceae) cechujących się wzrostem sympodialnym. W odróżnieniu od bulw nie jest skróconym pędem o ograniczonym wzroście. Pseudobulwy powstają z jednego międzywęźla (heteroblastyczne) lub z kilku międzywęźli (homoblastyczne). Na szczycie pseudobulw heteroblastycznych wyrastają pojedyncze liście, czasem kwiatostan. W przypadku pseudobulw homoblastycznych mogą być one ulistnione, przy czym zwykle albo liście na zgrubiałym odcinku szybko odpadają pozostawiając wyraźne blizny (zwłaszcza w dolnej części zgrubienia) lub liście dolne są suche, papierzaste. 
Pseudobulwy pełnią funkcje spichrzowe analogicznie jak bulwy. Służą do gromadzenia wody i soli mineralnych w celu przetrwania niekorzystnego, suchego okresu klimatycznego. Pseudobulwy pełnią również funkcję asymilacyjną – zachodzą w nich procesy fotosyntezy i oddychania. 
Przez oddzielanie pseudobulw mnoży się rośliny uprawiane. Podziału dokonuje się pod koniec okresu spoczynku w taki sposób, by każda potomna roślina miała po kilka pseudobulw.